# Maria Bernat
Maria Helena Bernat – polska ekonomistka, dr hab., profesor uczelni i kierownik Katedry Międzynarodowych Stosunków Gospodarczych Wydziału Ekonomii i Zarządzania Politechniki Opolskiej.

## Życiorys
14 listopada 2002 obroniła pracę doktorską Wpływ niemieckich inwestycji bezpośrednich na rozwój gospodarczy województwa opolskiego w latach 1990-99, następnie uzyskała stopień doktora habilitowanego. Została zatrudniona na stanowisku adiunkta w Katedrze Kształcenia Ustawicznego i Studiów Międzynarodowych na Wydziale Zarządzania i Inżynierii Produkcji Politechniki Opolskiej, oraz profesora nadzwyczajnego w Katedrze Kształcenia Ustawicznego i Studiów Międzynarodowych na Wydziale Ekonomii i Zarządzania Politechniki Opolskiej.
Jest profesorem uczelni i kierownika Katedry Międzynarodowych Stosunków Gospodarczych oraz prodziekanem na Wydziale Ekonomii i Zarządzania Politechniki Opolskiej.